# Tiglatpileser III
Tiglatpileser III (in cuneiforme 𒆪𒋾𒀀𒂍𒈗𒊏 TUKUL.TI.A.É.ŠÁR.RA; in accadico: Tukultī-apil-Ešarra, lett. "la mia fiducia nel figlio di Esharra"; in ebraico תִּגְלַת פִּלְאֶסֶר Tiglat Pil’eser), anche Tiglath Pileser o Tiglatpileser, compare in un certo numero di varianti nelle fonti antiche (in 2 Cronache 28:20, per esempio, si trova Tillegath-Pilneser). Diverse fonti, fra cui ancora la Bibbia (1 Cronache 5:26 e 2 Re 15:19,20), ricordano Tiglat-Pileser III anche come Pul o Pulu, nome con cui sarebbe stato proclamato re di Babilonia, ma la cosa è oggetto di forti dibattiti, (... – 727 a.C.) fu uno dei principali re dell'Assiria nell'VIII secolo a.C. Regnò dal 745 a.C. fino al 727 a.C. ed è considerato il fondatore dell'Impero neo-assiro in ragione delle importanti riforme amministrative e militare che apportò (prima tra tutte l'istituzione di un esercito permanente).
Tiglat-Pileser III soggiogò gran parte del Medioriente: a sud, la Mesopotamia (Babilonia, della quale si fece anche proclamare re, e le terre dei Caldei), e ancor più a sud, nella Penisola araba, gli arabi ed i regni Magan, Melukhkha e Dilmun; nel sud-ovest caddero Israele, Giuda, Filistea, Samarra, Moab, gli Edomiti, i Suteani e i Nabatei; a nord, Urartu, i Nair, la Scizia nel Caucaso, la Cimmeria sul Mar Nero; a nord-ovest gran parte dell'Anatolia orientale e sud-occidentale (Ittiti, la Frigia, la Cilicia, il Regno di Commagene, Tabal, Gordiene e la Caria); nell'ovest furono sottomessi i greci di Cipro e Aram (l'attuale Siria) e le città-stato mediterranee della Fenicia/Canaan; ad est ha soggiogato Persiani, Medi, Gutei, Mannei e le terre del regno di Elam.

## Biografia

### Origini
Poco si sa delle sue origini. Lo si ritiene un usurpatore che cambiò il suo nome con quello di un più legittimo predecessore per affermare una continuità dinastica con gli Abasidi che aveva regnato sull'Assiria per un millennio. Era governatore dell'antica Kalhu (che poi fu rinominata Nimrud) conosciuto con il nome di Pul/Pulu. Dopo la morte di Salmanassar III (859 - 824 a.C.) il regno Assiro si era alquanto indebolito. Potrebbe tuttavia essere un figlio cadetto di Adad-nirari III, di cui si dichiara esplicitamente figlio nelle sue iscrizioni, o comunque discendere in qualche modo dai suoi predecessori; potrebbe persino essere figlio del suo diretto predecessore Ashur-nirari V.

La pretesa parentela di Tiglatpileser con la dinastia precedente appare solo negli elenchi dei re, poiché nelle sue iscrizioni personali c'è una notevole mancanza di riferimenti familiari (altrimenti comuni nelle iscrizioni dei re assiri) in favore di riferimenti alla sua "chiamata divina" da parte di Assur, il dio patrono d'Assiria.

### Regno

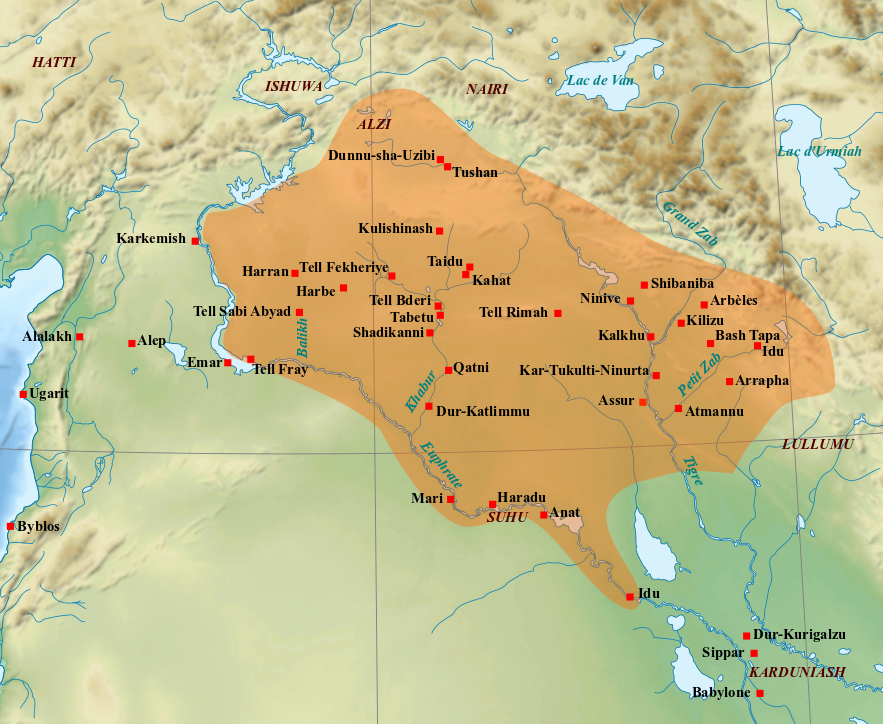
Estensione dell'effettivo dominio assiro alla morte di Adad-nirari III (783 a.C.) - la stagnazione politico-militare in corso aveva fatto perdere all'impero molto il suo status di suzerain sui regni vassalli.

Con un colpo di mano, Pul s'impossessò del trono assiro e diede inizio a vaste riforme che migliorarono notevolmente l'efficienza e la sicurezza dell'impero .

La data dell'ascesa al trono è convenzionalmente fissata al 745 a.C., il settimo giorno del mese di ajaru.
Nel suo primo anno proclamò di aver annesso la Babilonia (allora retta da Nabonassar), da "Dur-(Kuri)galzu, Sippar of Shamash, [...] le città [di Ba]bilonia fino al fiume Uqnu [dalle rive del Mare Infe]riore" (i.e. Golfo Persico) e di aver poi messo un suo eunuco a governarle. Non si trattò di una conquista vera e propria, dato che Nabonassar mantenne il trono ed anzi sfruttò la presenza assira per sopravvivere ai torbidi provocati in quegli anni dai complotti delle turbolente tribù caldee ed aramee: fu più probabilmente un vassallaggio pagato con la cessione di alcuni territori. Nel medesimo anno, Tiglatpileser sconfisse il regno di Urartu (nella moderna Armenia) che, sotto l'abile governo di re Sarduri II, aveva avanzato pretese egemoniche sull'Anatolia, la Siria, le contrade occidentali del moderno Iran e l'Alta Mesopotamia: a Urartu, l'Assiro si rifornì di "impareggiabili cavalli per i suoi carri". Da lì, sottomise i Medi, prima di portarsi (743 a.C.) nei c.d. "Stati siro-ittiti", al confine tra l'Anatolia ed il Levante, dove la città-stato di Arpad (prob. l'attuale Tell Rifaat) aveva radunato diversi potentati (anche Fenici) in una coalizione anti-assira. Arpad fu cinta d'assedio ed espugnata nel 740 a.C., il suo governo affidato ad un altro eunuco, ed anche l'importante città-stato di Hama fu sottomessa e costretta al tributo. A cavallo tra il 740 ed il 739 a.C. (nel quinto anno di regno di Tiglatpileser III) le iscrizioni assire riportano una vittoria ai danni di Ozia re di Giuda confermata dal Libro delle Cronache. Soggiogò anche Damasco, la regina araba (accadico šarrat Aribi) Zebībē, il re d'Israele Menachem e i Neo-Ittiti del re Azriyau di Sam'al, costringendoli tutti al tributo (nella fattispecie, Menachem dovette versare un tributo di 1.000 talenti d'argento).
Nel biennio 737-736 a.C., Tiglatpileser concentrò la sua attenzione sulle contrade barbare dell'Iran, assoggettando i nomadi Medi e Persiani. Le fonti assire riportano che molti dei conquistati furono deportati in altre terre dell'impero, in accordo ad una pratica assira ormai consolidata. Mentre l'Assiro era impegnato a oriente, nel Levante l'Egitto ordì un complotto ai suoi danni, scatenando la c.d. Guerra siro-efraimitica, abbondantemente descritta nella Bibbia. Pekach, re di Israele, e Rezin, re degli Aramei di Damasco, si allegarono contro Tiglatpileser sobillati dagli Egizi. Acaz (noto agli assiri come Yahu-khazi) re di Giuda non aderì alla lega anti-assira e, stretto d'appresso dai suoi vicini, chiese l'aiuto di Tiglatpileser proclamandosi suo servo e dando fondo al tesoro del Tempio. L'Assiro marciò allora lungo le coste del Mediterraneo (733 a.C.), sottomettendo i Filistei e bloccando ai rivali siriani l'accesso al mare, dopodiché (732 a.C.) attaccò Israele, ne sbaragliò l'esercito e deportò in massa la sua popolazione, affidando il regno al re-fantoccio Osea. Tiglatpileser si volse poi contro gli Aramei, devastandone le terre e deportandoli in massa (verso la "Terra di Kir" - prob. limitrofa ai confini del regno di Elam), mentre Damasco veniva conquistata, costretta al tributo e Rezin giustiziato. Lo stesso Acaz fu costretto a pagare un tributo al conquistatore assiro. Durante questi scontri, Tiglatpileser sconfisse una seconda regina araba, Shamsī.
Nell'ottobre del 729 a.C., al culmine del suo potere, Tiglatpileser assunse il controllo totale di Babilonia, ne spodestò il re, Nabu-mukin-zeri (ABC 1 Col.1:21) e si proclamò sovrano della città.
Tiglatpileser III morì nel 727 a.C. e gli successe al trono il figlio Ululai, impegnato come governatore di Zimirra in Fenicia, che prese il nome reale di Salmanassar V.

## Riforme di Tiglatpileser III

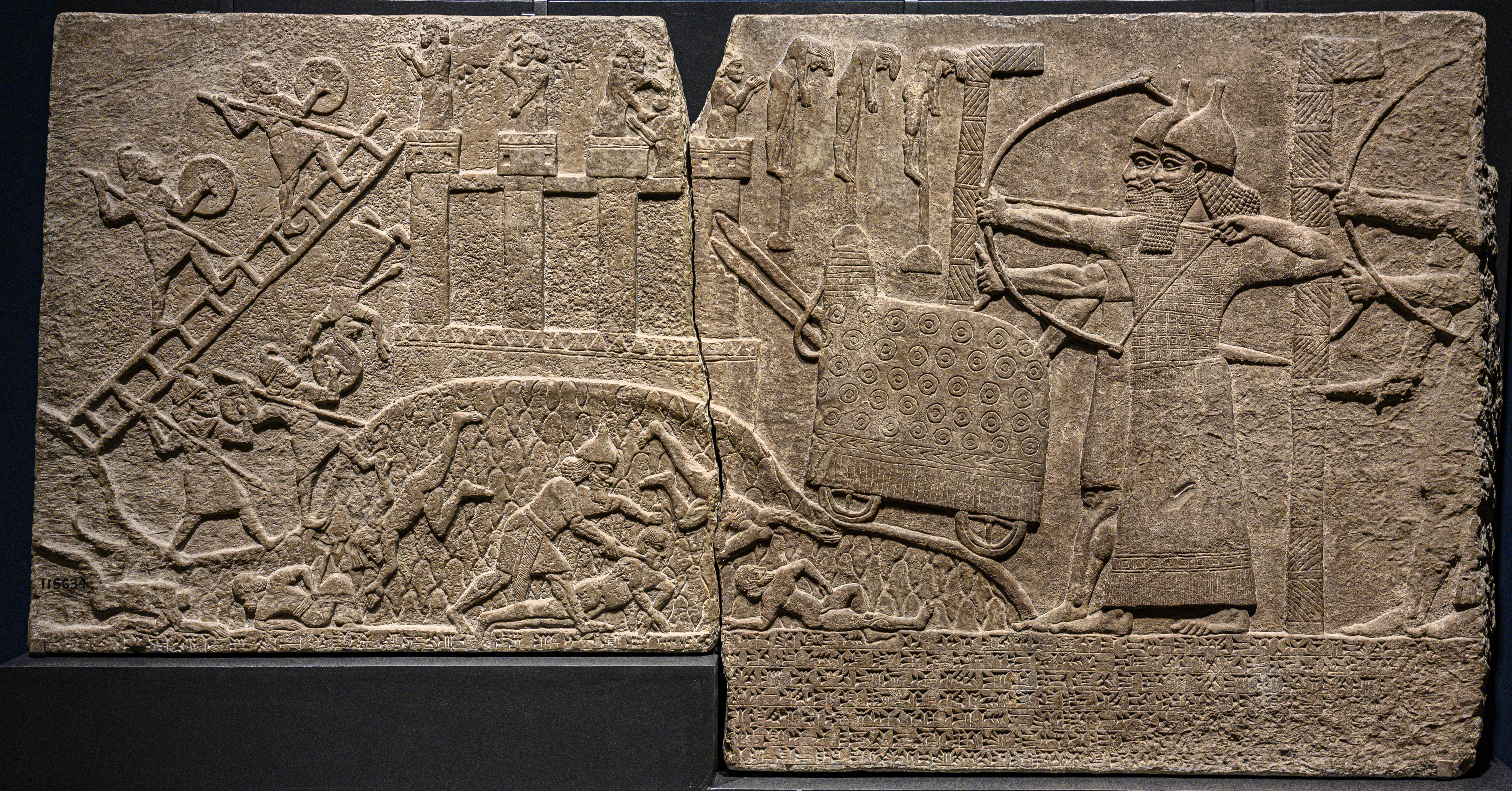
Tiglatpileser III assedia la città di U[pa?] (prob. in Turchia).
Nel pannello di sx si vedono i soldati assiri ammassare sotto le mura della città assediata i corpi dei nemici morti.

Sin dal principio del suo regno, Tiglatpileser avviò una massiccia campagna di riforme amministrativo-militari.
La prima riforma garantì al re il controllo sull'amministrazione imperiale. Nei secoli immediatamente precedenti a Tiglatpileser, i governatori ed i generali assiri avevano guadagnato troppo potere a discapito del sovrano: emblematico era stato il caso di Šamši-ilu, Turtanu e un funzionario di spicco di Adad-nirari III, che aveva condotto campagne militari e si era celebrato in stele commemorative senza curarsi di citare il suo re. Tiglatpileser (fin dalle sue prime iscrizioni) ridusse il potere dei suoi funzionari riducendo le dimensioni delle province (solo le settentrionali furono ingrandite e solo durante la transizione dei territori di fresca conquista non ancora promossi a province effettive) che così disponevano di meno risorse (anche "risorse umane" dato che Tiglatpileser amplificò la prassi assira della deportazione di massa dei popoli soggiogati) e prese a nominare come governatori degli eunuchi incapaci di poter originare delle dinastie rivali.

Il risultato fu un impero con più province e più governatori (la maggior parte dei quali eunuchi privi di velleità dinastiche) ma dai poteri più circoscritti.
La seconda riforma fece dell'esercito assiro la più efficiente macchina bellica sino allora esistiti. Invece di un esercito di coscritti assiri utilizzabili solo durante il periodo estivo, Tiglatpileser organizzò un esercito permanente ed arruolò soldati dai popoli soggiogati come forze di fanteria leggera, lasciando solo la fanteria pesante, la neonata cavalleria (introdotta per contenere la minaccia delle popolazioni della steppa) ed i carri agli assiri "puri".
L'Impero fu quindi riorganizzato in una complessa burocrazia con il re a capo in cui ogni distretto pagava un tributo fisso fornendo anche un contingente militare.

## Lascito
L'operato politico e militare di Tiglatpileser III spianarono la strada all'apogeo dell'Impero neo-assiro raggiunto nel secolo successivo dalla dinastia sargonide. Dopo di lui, la politica assira ebbe come intento di portare sotto un unico impero l'intero mondo civilizzato.

Tiglatpileser III costruì inoltre un nuovo palazzo reale a Nimrud (c.d. "Palazzo centrale") che più tardi Esarhaddon smantellerà. I suoi annali regi furono incisi sulle lastre di pietra scolpita con le sue campagne militari che decoravano il palazzo.

### Esplicative
1. ↑  Katherine M (2018), The Characterization of an Empire : The Portrayal of the Assyrians in Kings and Chronicles, Pickwick Publications, p. 20 : Le identificazioni di Pulu con Tiglath-Pileser III sono rare e tardive. Allo stesso tempo, "documenti contemporanei e quasi contemporanei sia in Babilonia sia in Assiria (le iscrizioni reali del re, le liste dei re e degli eponimi assiri, i testi di carattere economico provenienti da Babilonia durante il suo regno e la Cronaca babilonese) si riferiscono uniformemente a lui come Tiglat-Pileser. " Pulu è inoltre un nome assiro d'uso ben attestato e ciò aumenta la possibilità che Pulu sia un nome non eccezionale di Tiglath-Pileser III. Non è possibile dedurre in modo definitivo come e quando Pulu sia stato associato a Tiglath-Pileser III. Si può avanzare con cautela che l'associazione sia sorta relativamente tardi, con terminus a quo la data dell'elenco dei re babilonesi A (che Brinkmanship data al VI-inizi V secolo a.C. circa). Per quanto riguarda l'associazione stessa, rimane un'ipotesi interessante che Pulu sia un quasi ipocristico derivato dal secondo elemento di Tiglath-Pileser. Dato che l'uso particolare del nome per Tiglat-Pileser III è tardivo, sembra più probabile che Pulu fosse solo una designazione tardiva per il monarca assiro e che l'uso di Pul in 2 Re 15:19 sia anacronistico.
2. ↑  Jones, p. 150 : Un'iscrizione in mattoni mutilati afferma che è figlio di Adad-nirari (III); tuttavia, la lista dei re assiri fa di Tiglat-Pileser (III) il figlio di Ahur-nirari (V), figlio di Adad-nirari (III). Questa è una vera discrepanza per la lista dei re che pone Adad-nirari III quattro monarchi prima del regno di Tiglat-Pileser e descrive Ashur-nirari (V) sia come suo padre che come immediato predecessore sul trono. L'elenco prosegue riportando che Shalmaneser III (IV) e Ashur-dan III (III) erano fratelli, essendo figli di Adad-nirari (III). Si dice anche che Ashur-nirari (V) sia figlio di Adad-nirari (III), il che implica la fratellanza con Shalmaneser III (IV) e Ashur-dan III (III). I registri assiri contengono pochissime informazioni riguardanti Adad-nirari (III) e nulla su Shalmaneser III (IV) o Ashur-dan III (III). Significativamente, una stele di alabastro fu scoperta nel 1894 a Tell Abta che mostrava il nome Tiglath-Pileser impresso su quello di Shalmaneser (IV), un successore di Adad-Nirari (III) e il terzo sovrano prima di Tiglath-Pileser (III). Questa scoperta, unita alla summenzionata assenza di informazioni relative a Shalmaneser III (IV) e Ashur-dan III (III), implica fortemente che Tiglath-Pileser era un usurpatore al trono e che ha distrutto le registrazioni dei suoi tre immediati predecessori - Ashur- nirari (V), Shalmaneser III (IV) e Ashur-dan III (III). Niente meno che un'autorità in materia di Assiri quale Daniel David Luckenbill, commentando l'iscrizione in mattoni, è stata indotta a scrivere “[...] se erriamo nell'attribuire questi testi a Tiglat-Pileser III è ancora da determinare.”

### Bibliografiche
1. 1 2   Lendering J, Assyrian Eponym List (2/3), su livius.org, 2006. URL consultato il 18 novembre 2020 (archiviato dall'url originale il 14 novembre 2016).
2. ↑  Tadmor, p. 29.
3. ↑  Healy, pp. 17-19.
4. ↑  Frye-Wolfram-Dietz.
5. 1 2  Howard, p. 36.
6. 1 2  Schwartzwald, p. 24.
7. ↑  Parker.
8. ↑  Encyclopædia Britannica.
9. ↑  Tadmor, p. 43.
10. ↑  Brinkman JA (1984), Prelude to Empire: Babylonian Society and Politics, 747-626 B.C., Occasional Publications of the Babylonian Fund, Philadelphia, pp. 16:39–42.
11. ↑  Grayson AK (1975), Assyrian and Babylonian Chronicles
12. ↑  Glassner JJ (2004), Mesopotamian Chronicles, Atlanta.
13. ↑  Luckenbill, p. 84.
14. ↑  Re II  2Re 15.19, su laparola.net.
15. 1 2  Roux.
16. ↑  Cronache I  1Cronache 5.26, su laparola.net.
17. ↑  Re II  2Re 15.29, su laparola.net.
18. ↑  Re II  2Re 16.9, su laparola.net.
19. ↑  Cronache II  2Cronache 28.20, su laparola.net.
20. ↑  (EN) Wall panel; relief British Museum, su The British Museum.
21. ↑  Shafer, pp. 32-33.
22. ↑  Healy, p. 17.
23. ↑  Healy, pp. 18-19.